# سریم(III) اکسید
اکسید سریم(III) (به انگلیسی: Cerium(III) oxide) با فرمول شیمیایی Ce2O3 یک ترکیب شیمیایی است. که جرم مولی آن 328.24 g/mol می‌باشد. شکل ظاهری این ترکیب، زرد / سبز است.